# هيلموت دوكادام
هيلموت دوكادام (بالرومانية: Helmuth Duckadam)‏ (1 أبريل 1959 في رومانيا – 2 ديسمبر 2024)؛ هو لاعب كرة قدم كان يلعب كحارس مرمى. لعب مع منتخب رومانيا لكرة القدم منذ عام 1982.

## الوفاة
توفي هيلموت دوكادام في 2 ديسمبر 2024 عن عمر ناهز الخامسة والستين.

## وصلات خارجية
- هيلموت دوكادام على موقع قاعدة بيانات كرة القدم.إي يو (الإنجليزية)
- هيلموت دوكادام على موقع ناشيونال فوتبول تيمز (الإنجليزية)
- هيلموت دوكادام على موقع عالم كرة القدم.نت (الإنجليزية)